# Cis vagans
Cis vagans är en skalbaggsart som beskrevs av Perkins 1926. Cis vagans ingår i släktet Cis och familjen trädsvampborrare. Inga underarter finns listade i Catalogue of Life.